# Mångfald, rättvisa och inkludering

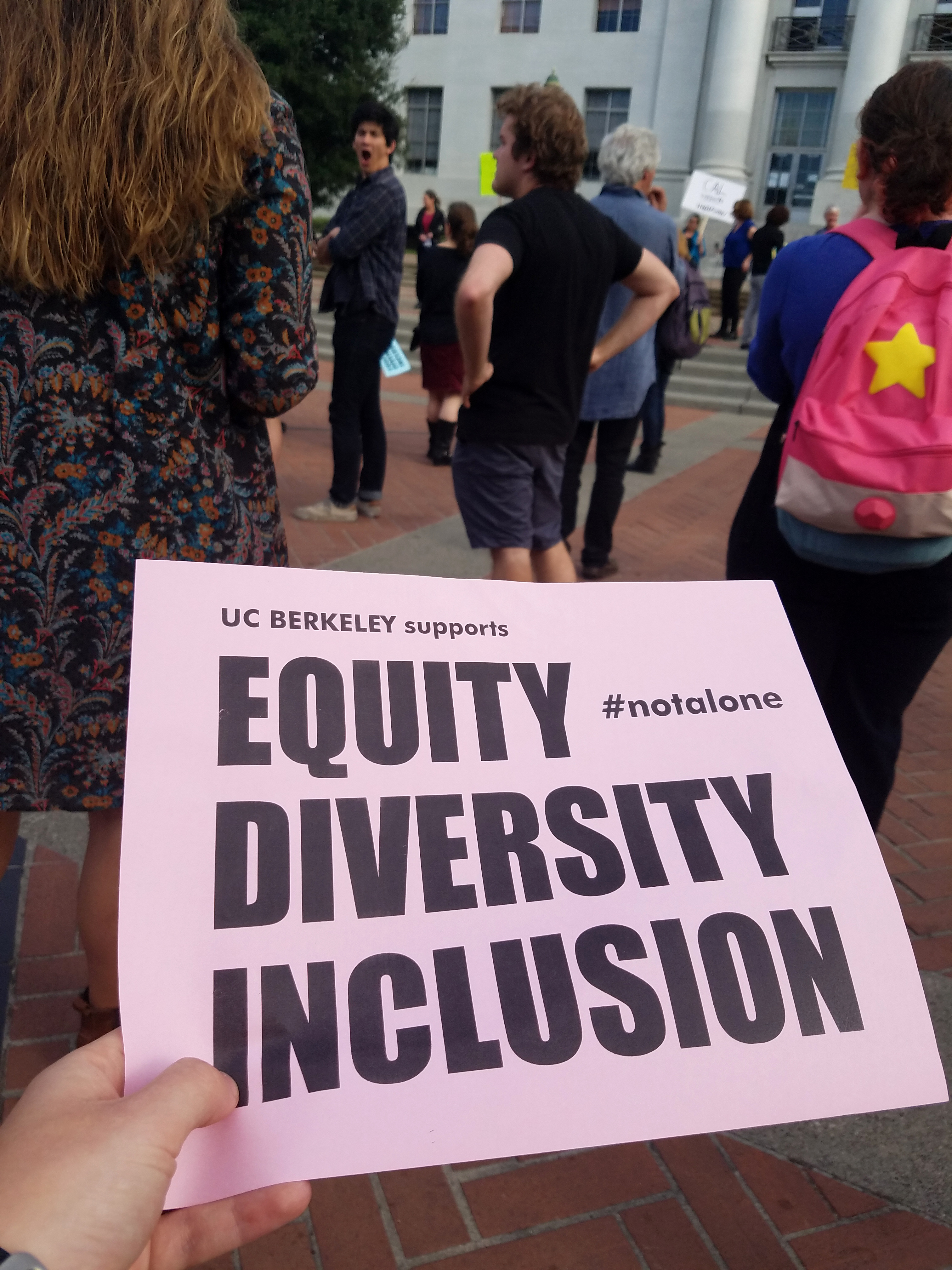
Flygblad för rättvisa, mångfald och inkludering (2016).

Mångfald, rättvisa och inkludering (engelska: diversity, equity, and inclusion, DEI) är ett amerikanskt organisatoriskt ramverk som strävar efter att främja rättvis behandling och deltagande av alla människor, särskilt grupper som historiskt har varit underrepresenterade eller utsatta för diskriminering på grund av identitet eller funktionshinder.   
DEI används oftast för att beskriva vissa "träningsinsatser", såsom mångfaldsträning. Även om DEI är mest känd som en form av företagsutbildning, implementeras den också i organisationer, till exempel inom akademin och det offentliga.

## Definition
Mångfald är variation på arbetsplatsen. Det inkluderar kön, etnicitet, sexuell läggning, funktionshinder, ålder, kultur, klass, religion eller åsikter.
Rättvisa avser begrepp som skälig ersättning och materiell jämlikhet. Mer specifikt innefattar rättvisa vanligtvis också fokus på samhälleliga skillnader och allokering av resurser och "beslutsfattande auktoritet till grupper som historiskt sett har varit missgynnade", och ta "hänsyn till en persons unika förutsättningar, anpassa behandlingen därefter så att slutresultatet är lika."
Inkludering syftar till att skapa en organisationskultur där "alla anställda känner att deras röster kommer att höras", och en känsla av tillhörighet och integration.

## Debatt
Insatser och policyer kopplade till DEI är och har varit föremål för debatt. Kritiker menar att DEI riskerar att prioritera gruppidentiteter över individuella meriter. Filosofiskt har det funnits frågor om huruvida DEI underminerar universella principer som likabehandling genom att fokusera på särskilda grupper. Förespråkare ser dock DEI som nödvändigt för att hantera historiska och strukturella orättvisor och menar att det bidrar till ett mer inkluderande samhälle.
DEI-policyer har anklagats för att begränsa öppna samtal, yttrandefrihet och akademisk frihet, medan förespråkare hävdar att DEI stärker inkluderande dialoger och öppnar upp för fler röster. Förespråkare betonar också DEI:s roll i att skapa bättre arbetsmiljö, och att studier har visat att mångfald på arbetsplatsen kan leda till bättre prestationer, både i form av högre produktivitet och bättre ekonomiska resultat.
Studier har visat att forskningen om mångfaldsträning är ofullständig, och att mer forskning behövs för att förstå vilka program som är mest effektiva.
DEI-program har ofta blivit en måltavla för högerextrema aktivister, som använder termen "DEI" som en förolämpning och för att angripa mångfald och inkludering. Floridasenator Shevrin Jones skrev 2024 att "DEI är det nya n-ordet".